# 佐々木一郎
佐々木 一郎（ささき いちろう、1941年 - ）は、日本の政治学者。横浜市立大学名誉教授。

## 人物・経歴
京都大学大学院法学研究科（公法政治）修士課程修了。法学修士。岡山大学法文学部助教授、横浜市立大学文理学部助教授を経て、文理学部が国際文化学部に改組され、横浜市立大学国際文化学部国際関係学科教授。2006年横浜市立大学を退職。横浜市立大学名誉教授。

## 著作

### 共著
- （元島邦夫、野原光）『働きすぎ社会の人間学』 労働旬報社 1988年
- （田口富久治、加茂利男）『政治の科学』青木書店1973年

### 論文
- 「統合沿岸域管理の枠組み設計--治岸大都市の新たな発展方向」『横浜市立大学紀要人文科学系列』No.9 2002年 横浜市立大学
- 「21世紀の危機管理と沿岸大都市の発展方向 序説」『経済と貿易』 2002年 横浜市立大学経済研究所
- 「持続可能な町づくりと社会システム」『中央学院大学社会システム研究所紀要』Vol.2, No.2 2001年 中央学院大学社会システム研究所
- 「グローバル時代のエコ・ポリティクス」 韓国：ミレニアム叢書（朝鮮語訳で）『再び描く世界地図』 2000年
- 「協力・共同の東アジア世界形成」 『横浜市立大学論叢人文科学系列』 第49巻第23号 1998年 横浜市立大学（韓国：『当代批評』抄訳）
- 「コミュニティからの市民社会再生と新″宗教改革″」『横浜市立大学論叢社会科学系列』 第48巻第1号 1998年 横浜市立大学学術研究会
- 「危機を飛躍のチャンスに」 韓国 月刊誌『Mal』 1998年
- 「21世紀の都市高度化戦略」 『経済と貿易』 1997年 横浜市立大学経済研究所
- 「ウエルフェア・コミュニティの設計」『ウエルフェアコミュニティ』 1997年 横浜市立大学経済研究所
- 「再形成の問われる 日本の市民社会形成」『経済と貿易』 1995年  横浜市立大学経済研究所
- 「横浜の将来政策」『横浜とバンクーバー』 1993年 横浜市立大学
- 「地元主体のまちづくり推進と支援行政システム」『地域からの都市づくり−役所機能の地域分散に関する研究−』1992年
- 「建設的政治文化のパーソナリティ」『横浜市立大学論叢人文科学系列』第41巻第1・2・3号 1990年 横浜市立大学学術研究会
- 「我が横浜：上大岡の総合まちづくり構想」『建築雑誌』Vol.105, No.1294 1990年 社団法人日本建築学会
- 「危機管理構想と現「行政改革」の推進」『労働法律旬報』通号 1031・1032 1981年 労働旬報社
- 「公立大学と地方自治」『日本の科学者』Vol.16, No.5 1981年 日本科学者会議
- 「大学における学力問題と学習意欲」『国民教育』通号 16 1973年 構造社出版
- 「岡山大学・中教審大学化の現局面」『日本の科学者』Vol.8, No.5 1973年 日本科学者会議
- 「政治史分析の一試論的方法」『岡山大学法学会雑誌』Vol.19, No.1・2  1970年 岡山大学法学会
- 「国家権力の運動と日本社会党の政策形成」『現代と思想』通号 2 1970年 青木書店
- 「鮮明な公明党の反共の軌跡」『前衛』通号 395 1976年 日本共産党中央委員会
- 「新しい運動組織論のための一考察--学習運動の経験を素材として」『現代と思想』通号 26 1976年 青木書店
- 「レーニンの階級闘争論から--大衆的自覚化・組織化と階級関係の変動」『季刊科学と思想』通号 19 1976年 新日本出版社
- 「幕末・維新期における外圧の作用と天皇制-3-」『岡山大学法経学会雑誌』Vol.18, No.3 1969年 岡山大学法経学会
- 「幕末・維新期における外圧の作用と天皇制-2-」『岡山大学法経学会雑誌』Vol.18, No.1 1968年 岡山大学法経学会
- 「幕末・維新期における外圧の作用と天皇制-1-」『岡山大学法経学会雑誌』Vol.17, No.3 1967年 岡山大学法経学会
- 「明治維新における外圧の作用」『岡山大学法経学会雑誌』Vol.16, No.3 1967年 岡山大学法経学会